# Саут-Пара
Саут-Пара (Южный Пара; англ. South Para River) — река в горах Маунт-Лофти в Южной Австралии к северо-востоку от Аделаиды.

## Название
Название реки Пара основано непосредственно на слове коренного народа каурна «пари», что означает река. Определение Саут (Южный) отличает его от реки Норт-Пара (Северный Пара), с которой он сливается, образуя Голер.

## География

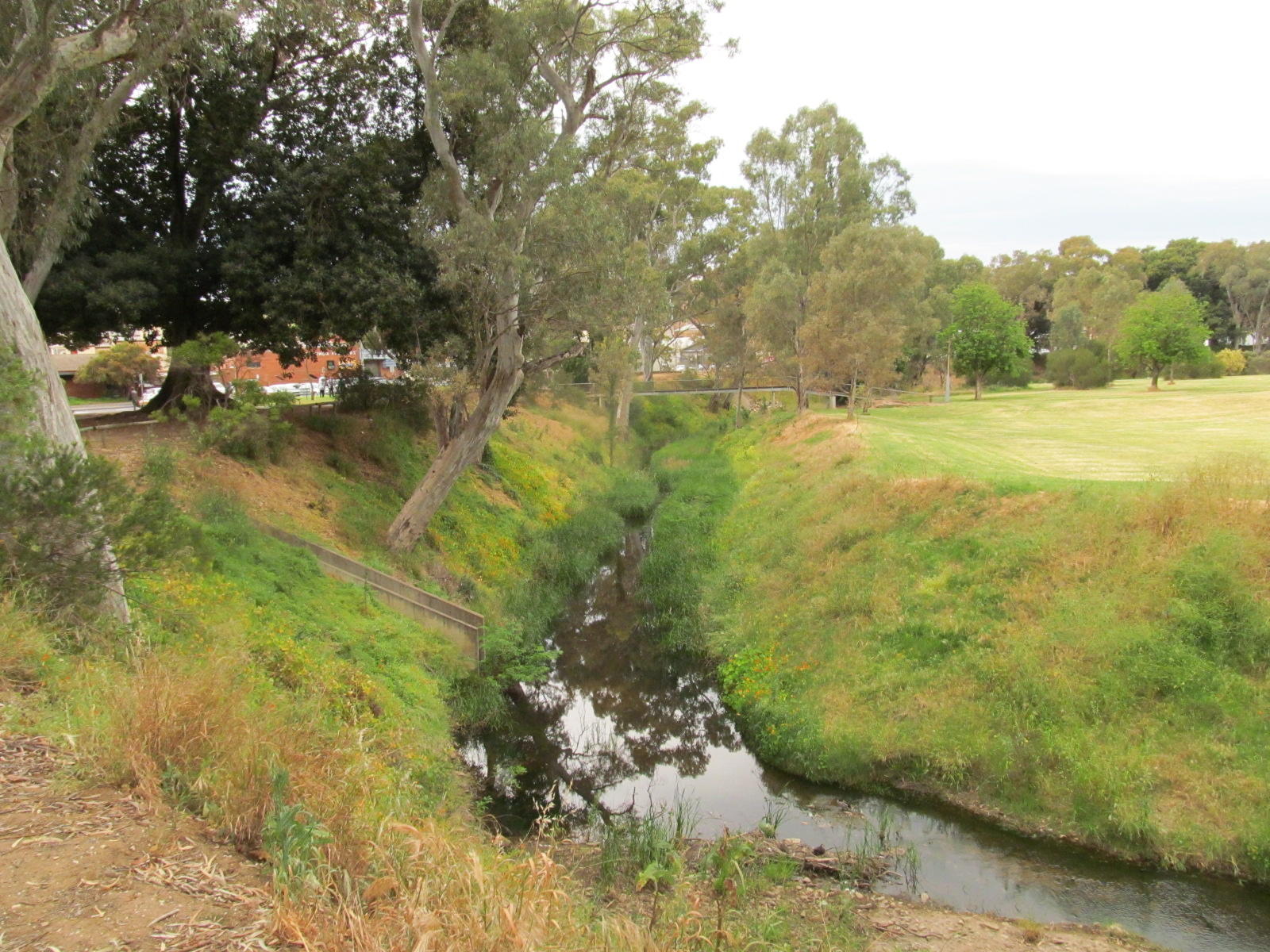
Река в Апекс-Парке

Саут-Пара берёт начало на хребте Маунт-Лофти вблизи горы Кроуфорд и города Керсбрук и течёт на северо-запад через горы, проходит через Уорренское водохранилище и водохранилище Южный Пара. Затем сливается с Норт-Пара в Голере, образуя реку Голер.
Длина реки — 47,5 км. Высота истока — 459 м над уровнем моря, высота устья — 52 м над уровнем моря.
Бассейн Саут-Пара является одним из ключевых водосборных бассейнов на северных склонах Маунт-Лофти. Играет важную роль в функционировании Южной Австралии, обеспечивая большую часть воды, используемой в северной части Аделаиды. Количество осадков в водосборном бассейне реки варьирует от 775 мм в год на северо-востоке водосбора до 675 мм — в районе Уильямстауна. Воды Саут-Пара также используются для животноводства, сельского хозяйства и отдыха.